# 楊元卿 (唐朝)
楊元卿（?—833年），华州华阴县人，出自弘农杨氏观王房，唐朝軍事人物。
早年父母雙亡，慷慨有才略，被稱為狂生。初入淮西（今河南汝南）节度使吴少阳幕府，累遷監察裡行、淮西判官。元和九年（814年）闰八月十二日，吴少阳去世，其子吳元濟擅領軍務，當時楊元卿正在長安奏事，便將淮西之虛實告知宰相李吉甫，及建議平蔡計策。因全家被屠殺，遂歸順唐廷，贈光祿少卿。吳元濟被捕後，楊元卿告訴憲宗說：“淮西大有珍寶，臣能知之，往取必得。”憲宗說：“朕討淮西，為人除害，珍寶非所求也。”
长庆（821年—824年）初年，迁泾原节度使，置屯田五千顷，遏制吐蕃有功。宝历二年（826年），官河阳（今河南沁阳）节度使。官至太子太保。太和七年（833年）八月十日，楊元卿卒。

## 延伸阅读
[在维基数据编辑]
 《舊唐書·卷161》，出自刘昫《舊唐書》
 《新唐書/卷171》，出自《新唐書》